# Incshoni reptéri maglev vasút
Az Incshoni reptéri maglev (hangul: 인천공항 자기부상열차, Incshon konghang csagubuszangjolcsha, handzsa: 仁川空港 磁氣浮上鐵道, RR: Incheon gonghang jagibusangyeolcha) lebegő mágnesvasút vonal Dél-Korea Incshon (Incheon) városában, mely az incshoni (incheoni) nemzetközi repülőtérről indul. Dél-Korea a második ország a világon Japán után, mely saját fejlesztésű mágnesvasutat állított forgalomba.

## Jellemzői
2016. február 6-án indították el, ingyenes járatokkal közlekedik 15 percenként naponta reggel kilenc és este hat óra között. A vonal egyelőre 6,1 kilométer hosszú, hat állomással. Az Ecobee típusú, koreai fejlesztésű Hyundai Rotem vonatok 230 főt képesek szállítani, maximálisan 110 kilométeres óránkénti sebességgel.

## Története
Dél-Korea 1989 és 2003 között dolgozott saját fejlesztésű maglev-prototípusokon és 2007 óta fejlesztette az incshoni (incheoni) vonalat. 2013 óta többször is elhalasztották a megnyitását, biztonsági problémák miatt, melyeket az erős szél és az eső okozott. A projekt 382 millió dollárba került.
A vonalat a későbbiekben bővíteni szeretnék, a második szakaszban egy 9,7 km-es, a harmadikban pedig egy 37,4 km-es pályával, amely így körbejárná a szigetet, amelyen a repülőtér található.

## Állomások
|     |                                 |                |              |      |   |     |                   |                    |
| M01 | Incshoni (Incheoni) repülőtér 1 | 인천국제공항역 | 仁川國際空港 | AREX | - | 0.0 | Incshon (Incheon) | Csung-ku (Jung-gu) |
| M02 | Parkoló                         | 장기주차장역   | 長期駐車場   |      |   |     | Incshon (Incheon) | Csung-ku (Jung-gu) |
| M03 | Adminisztrációs komplexum       | 합동청사역     | 合同廳舍     |      |   |     | Incshon (Incheon) | Csung-ku (Jung-gu) |
| M04 | International Business Center   | 국제업무단지역 | 國際業務團地 |      |   |     | Incshon (Incheon) | Csung-ku (Jung-gu) |
| M05 | Water Park                      | 워터파크역     | 워터파크     |      |   |     | Incshon (Incheon) | Csung-ku (Jung-gu) |
| M06 | Jongju (Yongyu)                 | 용유역         | 龍遊         |      |   |     | Incshon (Incheon) | Csung-ku (Jung-gu) |